# Бурятские авиалинии
Бурятские авиалинии —  бурятская авиакомпания, правопреемница Улан-Удэнского ОАО, ведущего свою историю с 22 июня 1926 года. Базировалась в Улан-Удэ. Сертификат эксплуатанта на коммерческие перевозки отозван 7 февраля 2017 года.

## История
- 1992 — приватизация Улан-Удэнского авиапредприятия;
- 1998 — переименование в  «Бурятские авиалинии»;
- 2001 — авиакомпания признана банкротом;
- 2001 — создано ООО «Авиационная компания Бурятские авиалинии»;
- 2010 — возобновлён рейс (Иркутск - Нижнеангарск);
- 2001 — авиакомпания выполняет регулярные рейсы Улан-Удэ - Нижнеангарск и Улан-Удэ - Таксимо;
- 2016 (апрель) — "Бурятские Авиалинии" открывают рейсы в Иркутск и Усть-Кут;
- 2016 — запуск нового рейса по маршруту Иркутск - Абакан - Новосибирск.
- 2017 — авиакомпания прекратила деятельность, совершив последний полёт. Федеральное агентство воздушного транспорта установило, что авиаперевозчик выполнял пассажирские рейсы на самолете Ан-24РВ с истекшим сроком ресурса одного из двигателей (перелет составил 15 часов) и с истекшим ресурсом двигателя вертолета Ми-8ТВ (перелет на шесть часов).

## Флот

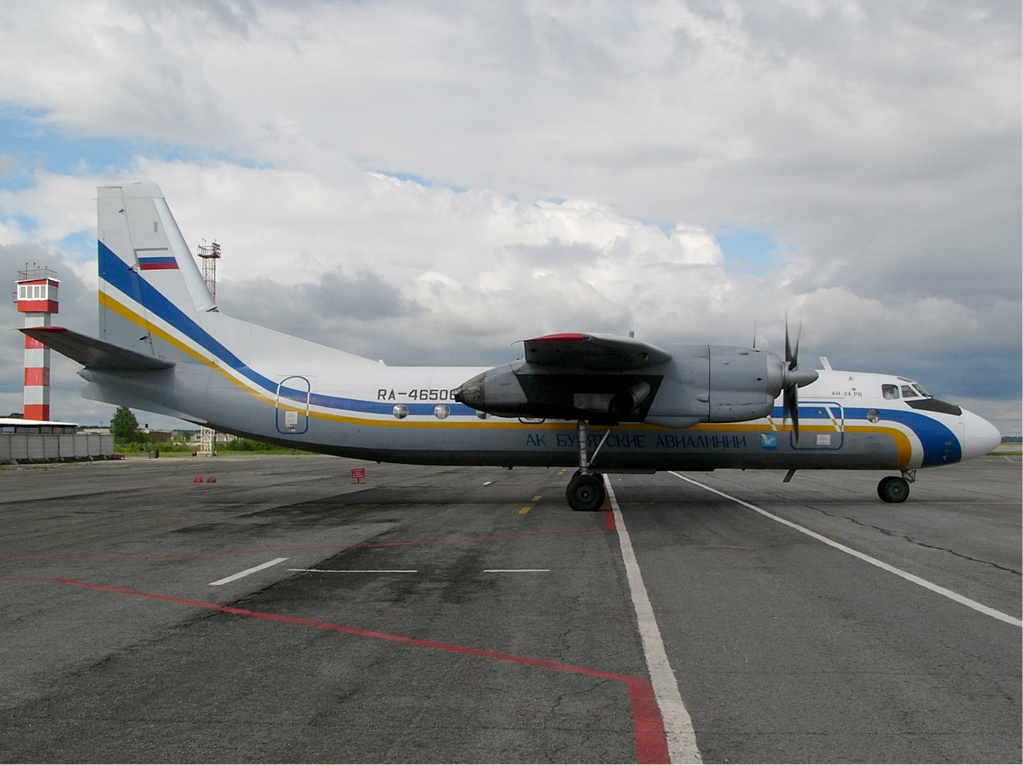
Ан-24РВ Бурятских Авиалиний

Авиакомпания эксплуатировала воздушные суда следующих типов:
- Ан-24Б - 1 шт.;
- Ан-24РВ - 3 шт.;
- Ан-2;
- Ми-8Т - 2 шт.;
- Ту-154М;
- Ан-26;
- Л-410.

## Маршрутная сеть
Рейсы из Улан-Удэ
- Нижнеангарск — Аэропорт «Нижнеангарск»;
- Таксимо — Аэропорт «Таксимо»;
- Иркутск - Аэропорт «Иркутск».

#### Рейсы изИркутска
- Усть-Кут - Аэропорт «Усть-Кут»;
- Улан-Удэ - Аэропорт «Байкал»;
- Абакан - Аэропорт «Абакан» - Новосибирск - Аэропорт «Толмачево».

Отменённые рейсы:
- Москва — Международный аэропорт «Домодедово»;
- Кяхта — Аэропорт «Кяхта».

## Происшествия
1 октября 2010 года самолёт Ан-2 «Бурятских авиалиний» выполнял полёт Уакит — Багдарин. 
В полёте на высоте 2300 метров экипаж попал в метеорологические условия ниже минимума, установленного по данному маршруту. Не имея возможности продолжить полёт и возвратиться в пункт вылета из-за ухудшения метеоусловий и ограниченного запаса топлива, экипаж произвел посадку на подобранную с воздуха площадку. Пассажир и второй пилот получили травмы различной тяжести при оставлении самолёта.